# Very-low-density-lipoproteïne
Very-low-density-lipoproteïnen (VLDL) zijn deeltjes die triacylglycerolen, die door de lever zijn opgenomen, samen met cholesterol naar de weefsels transporteren. De weefsels slaan deze triacylglycerolen op als energiebron. VLDL bestaat voor 95% uit triacylglycerolen en voor 5% uit lipoproteïnen, waarvan APO-B100, APO-C en APO-E de belangrijkste zijn. In de weefsels kan het VLDL-deeltje triacylglycerolen afstaan door de inwerking van lipoproteïnelipase, terwijl cholesterol uit high-density-lipoproteïne (HDL) wordt toegevoegd. Hierdoor zal het VLDL langzamerhand zijn triacylglycerolen verliezen en overgaan in een low-density-lipoproteïne (LDL) met als tussen stadium die we intermediate-density-lipoproteïne (IDL) noemen.

## Laboratoriumbepalingen
VLDL kan niet direct in bloed gemeten worden. Een afspiegeling van het aantal VLDL-deeltjes in het bloed is de meting van de concentratie APO-B100.

## Hyperlipidemie
Twee aangeboren stofwisselingsziekten worden gekenmerkt door een verhoogde productie en/of een verlaagde klaring van VLDL-deeltjes in het bloed.
- Familiaire gecombineerde hyperlipidemie: wordt gekenmerkt door verhoogd totaal cholesterol en triacylglycerolen in het bloed. Bovendien is de concentratie APOB100 verhoogd.
- Familiaire hypertriglyceridemie: wordt gekenmerkt door een te geringe opname van VLDL-deeltjes.